# 鳥居維
鳥居 維（とりい つな、1886年4月11日 - 1966年9月14日）は、日本のヴァイオリニスト、作曲家、音楽教師。

## 経歴
愛知県出身。1906年7月に東京音楽学校本科器楽部を卒業。1909年9月に同校研究科器楽部ヴァイオリン専攻を修了した。安藤幸とアレクサンドル・モギレフスキーに師事。1906年9月から1944年3月まで東京音楽学校の器楽部ヴァイオリン専攻の音楽教師を務め、1912年4月に教務嘱託、1919年4月に講師、1929年6月に助教授、1934年11月に教授となった。1930年から1941年まで同校管弦楽部員（ヴァイオリン）。大日本作曲家協会員および大日本音楽協会員。
邦楽に通じ、三味線楽譜の著作がある。1924年から1926年まで日本舞踊花柳流の花柳舞踊研究会（第2回から第6回）に作曲家、ヴァイオリニストとして参加。同研究会で知り合った舞踊家の初代花柳寿美とともに、1926年から音楽と舞踊の会である曙会を主宰した。1929年に長唄三味線方の今藤綾子に楽理を教え、共同で創作活動をした。

## 作品

### 歌曲
- ほのぼのと（後鳥羽天皇 詞）[10]
- 今さくら（式子内親王 詞）[11]
- 山里の（能因法師 詞）[12]

### ピアノ独奏曲
- 祭礼の幻想[13]

### 舞踊音楽
- 蜘蛛と蝶（5代目福原百之助 調、繁岡鑒一 衣装・舞台、三味線のための作品）[14][15]
- 新日本音楽 春信幻想曲（町田佳声との共作、ヴァイオリン、2挺の三味線、箏、篠笛との管楽四重奏のための[16]/ヴァイオリンと4挺の三味線のための作品[17]）[14][18]
- 杜若（ヴァイオリンと4挺の三味線のための作品）[19]
- 舞踊詩曲 秋（ヴィオラ独奏、三味線と虫笛などのための作品）[20][21]
- 長唄調 槍持（北原白秋 詞）[20][22]
- 何所へ（ヴァイオリンと三味線のための作品）[23][24]